# 프라이탁
프라이탁(독일어: FREITAG lab.ag)은 마커스 프라이탁, 그래픽 디자이너인 다니엘 프라이탁 형제가 1993년 설립한 가방 제조 회사이다.

## 역사
그들은 처음에는 상업적 용도가 아닌 비가 와도 스케치가 젖지 않게 할 만한 튼튼한 메신저 백을 만들어야겠다는 생각에서 가방 만드는 일을 시작했다. 가방의 소재는 타폴린이라는 방수천, 자동차의 안전벨트, 폐자전거의 고무 튜브 등 재활용소재에서 얻었으며 반드시 일정기간(방수천은 5년) 사용한 재료만을 사용하기 시작했다. 제작공정에서 1년에 트럭 천막 200t, 자전거 튜브 7만5000개, 차량용 안전벨트가 2만5000개 가량이 소요된다. 모든 제품이 수작업으로 만들어지며 모든 제품은 개별적 디자인을 가진다. 가격은 20만~70만원으로 고가에 속하며. 세계 350개 매장에서 연간 500억원어치 팔린다.